# اولیور لافارگ
اولیور هازارد پری لافارگ (به انگلیسی: Oliver Hazard Perry La Farge) (زاده ۱۹ دسامبر ۱۹۰۱ - درگذشته ۲ اوت ۱۹۶۳) نویسنده و مردم‌شناس آمریکایی بود که برنده جایزه پولیتزر برای داستان در سال ۱۹۳۰ شد

## کتابشناسی
- پسر خندان